# Космос-154
Ко́смос-154 7К-Л1П(Л1Е), № 3 — безпілотний випробувальний політ радянського космічного корабля Союз 7К-Л1, що мав стати попередником пілотованих облітних місій Місяця. Запущений 8 квітня 1967 року, успішно вийшов на низьку навколоземну орбіту (ННО), але не зміг виконати запланований маневр виведення на траєкторію польоту до Місяця через несправність розгінного блоку. Згодом, через два дні, він увійшов у щільні шари атмосфери Землі і згорів.

## Передумови
«Космос-154» був частиною радянських місячних пілотованих програм, зокрема проєкту УР-500К/Л1, спрямованого на відправку космонавтів у політ навколо Місяця раніше за американську програму «Аполлон». Космічний корабель Союз 7К-Л1 був полегшеною версією пілотованого корабля Союз 7К-ОК, позбавленою орбітального відсіку для економії ваги на місячній траєкторії. Цим безпілотним випробувальним польотам часто давали загальні позначення «Космос», щоб приховати їхню справжню мету, особливо у разі невдачі. Успішні польоти Л1, що покидали навколоземну орбіту, зазвичай отримували позначення «Зонд» (наприклад, Зонд-5).

## Космічний апарат
Апаратом, використаним для місії «Космос-154», був «Союз 7К-Л1» із серійним номером 2П. Він складався з службового модуля, подібного до основного корабля «Союз», та спускного апарата, але без сферичного побутового відсіку, характерного для навколоземних варіантів «Союзу». Він був розроблений для запуску ракетою-носієм Протон-К з використанням розгінного блоку Д для маневру відльоту від Землі. Загальна маса апарата Л1 становила приблизно 5375 кг.

## Місія
«Космос-154» було запущено 8 квітня 1967 року о 08:00:05 UTC з майданчика 81/23 космодрому Байконур. Ракета-носій Протон-К успішно вивела космічний апарат разом із розгінним блоком Д на стабільну низьку навколоземну орбіту з перигеєм 185 км, апогеєм 223 км та нахилом 51,6 градуса. План місії передбачав, що блок Д виконає маневр виведення на траєкторію до Місяця приблизно через один оберт, щоб відправити апарат 7К-Л1 у політ навколо Місяця. Однак двигун блоку Д не запустився. Вважається, що основною причиною стала проблема в системі керування блоку.
Один із чотирьох малих двигунів СОС (Система Орієнтації та Стабілізації, також використовуються для осадження палива), призначених для короткочасного увімкнення для стабілізації палива перед запуском основного двигуна, ймовірно, працював до повного вичерпання палива і був передчасно скинутий. Датчик мав підтвердити скидання всіх чотирьох кожухів СОС перед тим, як дозволити послідовність запалювання основного двигуна. Оскільки було скинуто лише один кожух, послідовність запалювання була автоматично скасована, залишивши апарат на НОО. Не маючи змоги піднятися на вищу орбіту або попрямувати до Місяця, «Космос-154» залишився на своїй початковій орбіті. Через опір атмосфери його орбіта швидко знижувалася, і апарат увійшов у щільні шари атмосфери 10 квітня 1967 року, приблизно через два дні після запуску.

## Результат та значення
Місія була невдалою, оскільки не досягла своєї головної мети — випробування апарата 7К-Л1 на місячній траєкторії. Це була перша спроба запуску конфігурації 7К-Л1. Невдача висвітлила ранні проблеми з надійністю розгінного блоку Д, які й далі спричиняли проблеми в наступних спробах запуску Л1. Попри невдачу, успішний запуск ракетою «Протон» та виведення на орбіту стали частковими успіхами програми.